# عين تاورغاء
عين تاورغاء أو العين أو القرير العين إحدى مناطق قبيلة العين في مدينة تاورغاء في ليبيا شرق مدينة مصراتة وهني منطقة تابعة لأحد أفرع قبيلة القوضي التي تسكن في منطقة العين، وسميت المنطقة باسمها.

## سكنة المنطقة
تسكن المنطقة قبيلة العين التي تنقسم إلى خمسة بطون:
- الحوارث
- دبادبة
- أولاد ناصر
- امواجر
- أولاد حمد

## عنها
أغلب أبناء قبيلة العين هم من البشرة السُمْر، يشتهرون بالكرم ويعرف أهلها بالصناعات التقليدية اليدوية. قدمت هذه المنطقة العشرات من القتلى في أحداث ما تسمى ثورة 17 فبراير 2011، وما يزال العشرات من أبنائها (أغلبهم شباب) في عداد المفقودين.

## عن المنطقة
أما عن منطقة العين فتبعد حوالي (8) كيلومترات عن تاورغاء الجديدة، توجد بحيرة في هذه المنطقة تسمى باسمها العين في الحقيقة لايعرف حتى الآن عمق هذه البحيرة، يحيط بالعين سور بني منذ فترات السبعينيات ويتفرع منها 4 وديان تغذي أهل المنطقة والقرى المجاورة لها والتي تبعد عن هذه القرية عدة كيلومترات كما يوجد بها جسران يقودونك إلى وسط هذه البحيرة التي تتصاعد الابخرة والدخان في الشتاء من مياه هذه البحيرة وعندما يكون الجو صافي والنظر داخل المياه ترى طبقات من الجبال الموجودة داخلها وعند الغوص أثناء السباحة إلى عمق معين تشعر بالضغط الذي يؤثر على أذنيك. وفيها مزرعة لتربية الأسماك التي كانت هناك حتى السنة. وأيضا يوجد بها نبات (الديس) الذي ينمو داخل العين الذي يصنع منه الحصائر كما يوجد بها نبات (البردي) والذي ينموا ويأكله أهل المنطقة ويسمي (الابودقيقة) وأيضآ نبات أخر تسمي (القصبة). كما ما زال أهل المنطقة يستفادون من مياهها في الغسيل وسقاية الحيوانات وأيضًا يعتمد عليها المشروع الزراعي والمجمع الإنتاجي للدواجن والأبقار قبل أن يتوقفا. يوجد بحيرة بسيطة أخرى تسمى (الركزة) التي تتمركز فيها جميع أنواع الطيور أثناء هجرتها في الشتاء.

## أسطورة العروس والجمل
يقال منذ فترة بعيدة أنه كانت هناك عروس متوجهة بجهازها (جهاز العروس) وتوقفت في تلك المنطقة وكان جملها يشعر بالعطش فأراد أن يشرب من تلك العين فوقع هناك وبدأ يصدر صوت عند غرقه (غاء غاء غاء) ويقال من هنا جاءت تسمية تاورغاء وما زال الكنز الذي تحمله العروس غارقًا في مياه تلك العين حتى الآن. وفي رواية أخرى، على شاكلة الرواية السابقة إلا أنه عندما أتى شخص ورأى الجمل يصدر أصواتا قال (خيره) تعنى (ماذا به)، قال له صاحب الجمل توارغاء أي توا (الآن) شرب الماء.

## المعنى الحقيقى لاسم تاورغاء
تاورغاء وأصله تورغه حيث التاء للتأنيث والهاء في آخر الاسم للجمع، وأصله هو الجذر (ورغ) ، ومعنى اسم تورغه هو: الواحة أو الخضراء.

## الوصف
من بين اشجار النخيل وتدفق مياة العين يتراى لنا مشهد من جمال الطبيعة الخلابة المتواجدة هناك
يحيط بالعين عدة معالم من بينه
الخزان القديم والمعروف عند أهل المنطقة بال(الشنترارى)/
ضريح السيدة عائشة (أمى عيشة) والتي يقام بها مازار كل سنة من شهر (9)/
ضريح سيدى صالح /
الجامع (جامع العين)الكبير /
الزاوية العساوية والزاوية المدنية للمدائح والادكار وتحفيض القرآن/
مدرسة فرطبة للتعليم الأساسي/
جمعية 28 مارس الاستهلاكية /
محطة تحلية مياة العين/
قريبا أكبر مشروع على هدة المنطقة (المحمية الطبعية)والتي سايستكمل بنائها قريبا/
والساحة الكبيرة التي يعقد بها المزار كل سنة